# Apache Ain't Shit
Singles
1. Gangsta Bitch
Sortie : 26 février 1993
2. Do Fa Self
Sortie : 1993

Apache Ain't Shit est le premier et unique album studio d'Apache, sorti le 24 novembre 1992.
L'album s'est classé 15e au Top R&B/Hip-Hop Albums et 69e au Billboard 200.

## Liste des titres
| No  | Titre                                                                                            | Contient un (des) sample(s) de | Durée |
| --- | ------------------------------------------------------------------------------------------------ | --- | ----- |
| 1.  | The Beginning (Produit par Apache et S.I.D. Reynolds)                                            | Apache by Incredible Bongo Band (1973) | 1:20  |
| 2.  | Tonto (featuring Nikki D – Produit par Double J)                                                 | Holy Thursday de David Axelrod Watermelon Man d'Herbie Hancock | 4:16  |
| 3.  | Do Fa Self (Produit par DJ Mark the 45 King)                                                     | | 3:19  |
| 4.  | Gangsta Bitch (Produit par A Tribe Called Quest)                                                 | Love and Happiness de Monty Alexander Fool Yourself de Little Feat Gangster Boogie des Chicago Gangsters Parents Just Don't Understand de DJ Jazzy Jeff & the Fresh Prince It's Funky Enough de The D.O.C. | 4:45  |
| 5.  | A Fight (Produit par S.I.D. Reynolds)                                                            | More Peas de Fred Wesley and The J.B.'s Christmas Rappin' de Kurtis Blow I'm Glad You're Mine d'Al Green Shining Star d'Earth, Wind & Fire                                                                 | 3:31  |
| 6.  | Kill D'White People (Produit par Double J)                                                       | | 0:17  |
| 7.  | Hey Girl (featuring Collie Weed et Milo – Produit par Large Professor)                           | Why Can't People Be Colors Too? des Whatnauts Britches des Meters | 3:38  |
| 8.  | Apache Ain't Shit (Produit par S.I.D. Reynolds)                                                  | | 3:40  |
| 9.  | Blunted Snap Session (featuring The Jigaboos et The My Dick Posse – Produit par S.I.D. Reynolds) | | 2:43  |
| 10. | Who Freaked Who (featuring Nikki D – Produit par Diamond D)                                      | | 3:42  |
| 11. | Get Ya Weight Up (Produit par Diamond D)                                                         | Underdog de Sly & the Family Stone Give the Baby Anything the Baby Wants de Joe Tex | 3:55  |
| 12. | Woodchuck (featuring Cee, Double J, Latee, Treach et Vinnie – Produit par Apache)                | | 4:23  |
| 13. | Make Money (Produit par Double J)                                                                | | 3:01  |
| 14. | Wayz of a Murderahh (Produit par S.I.D. Reynolds)                                                | Rated X de Kool & The Gang How I Could Just Kill a Man de Cypress Hill Murder Dem de Ninja Man | 3:16  |